# Diaphanoptera ekbergii
Diaphanoptera ekbergii är en nejlikväxtart som beskrevs av Ian Charleson Hedge och Wendelbo. Diaphanoptera ekbergii ingår i släktet Diaphanoptera och familjen nejlikväxter. Inga underarter finns listade i Catalogue of Life.